# Lubiewo (gmina)
Pour les articles homonymes, voir Lubiewo.
Lubiewo est une gmina rurale du powiat de Tuchola, Couïavie-Poméranie, dans le centre-nord de la Pologne. Son siège est le village de Lubiewo, qui se situe environ 19 km au sud-est de Tuchola et 39 km au nord de Bydgoszcz.
La gmina couvre une superficie de 162,8 km2 pour une population de 5 717 habitants.

## Géographie
La gmina est bordée par les gminy de Cekcyn, Kęsowo, Koronowo, Sępólno Krajeńskie, Sośno et Tuchola.